# سام ليفنزون
صموئيل ليفينسون (مواليد 8 يناير 1985)  ممثل وصانع أفلام أمريكي. اشتهر بأنه مبتكر المسلسل الدرامي المراهق HBO Euphoria (2019 إلى الوقت الحاضر)، والذي حصل على ترشيح لجائزة BAFTA TV .
ليفينسون هو ابن ديانا رودس والمخرج باري ليفينسون. هو من أصل يهودي. درس ليفنسون طريقة التمثيل لمدة أربع سنوات.
شارك ليفينسون في كتابة الفيلم التلفزيوني لعام 2017، والذي أخرجه والده باري ليفينسون. يركز الفيلم على بيرني مادوف، الذي يلعب دوره روبرت دي نيرو.
في عام 2018، كتب ليفنسون وأخرج فيلم. عُرض الفيلم لأول مرة في مهرجان صندانس السينمائي 2018 لتتباين آراء النقاد الذين أشادوا بعمله «المحموم والأنيق بصريًا» لكنهم انتقدوا الشخصيات المكتوبة بشكل ضئيل. 
في يونيو 2019، ابتكر ليفنسون المسلسل الدرامي التلفزيوني ايتش بي ه أي فوري، استنادًا إلى المسلسل الإسرائيلي الذي يحمل نفس الاسم.  تلقت السلسلة إشادة من النقاد لتوجيهها وكتابتها وتمثيلها. كان ملحوظًا لتصويره الخام والرسومات للمراهقين الذين يتصارعون مع إدمان المخدرات والجنس. 